# Хачик (Армения)
Хачик (арм. Խաչիկ) — село в Вайоцдзорской области, на юге Армении. Расположено в 31 км юго-западнее города Ехегнадзор и в 15 км от села Арени. С трёх сторон (кроме северо-востока) от села проходит государственная граница с Азербайджаном.
По переписи 2001 года в селе насчитывалось 978 человек.
Село уникально тем, что расположено в оторванной от цивилизации местности и на склоне самой горы. Жители этого села живут буквально в горах, на высоте 1900 метров над уровнем моря. Во времена бывшего СССР специально для села была проведена автодорога длиной 22 км. Село упоминается ещё с 910 года.

## Дорога к селу Хачик

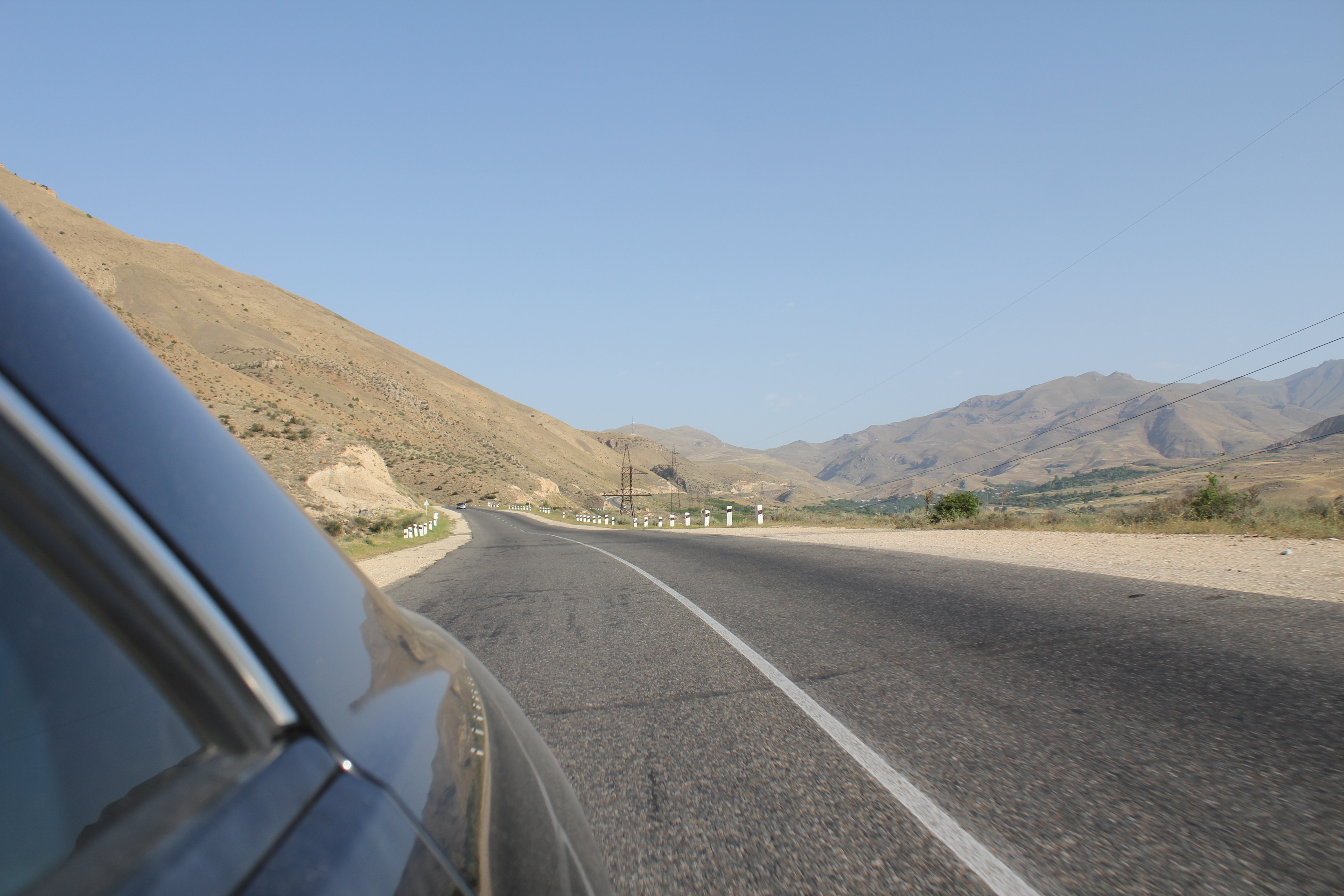
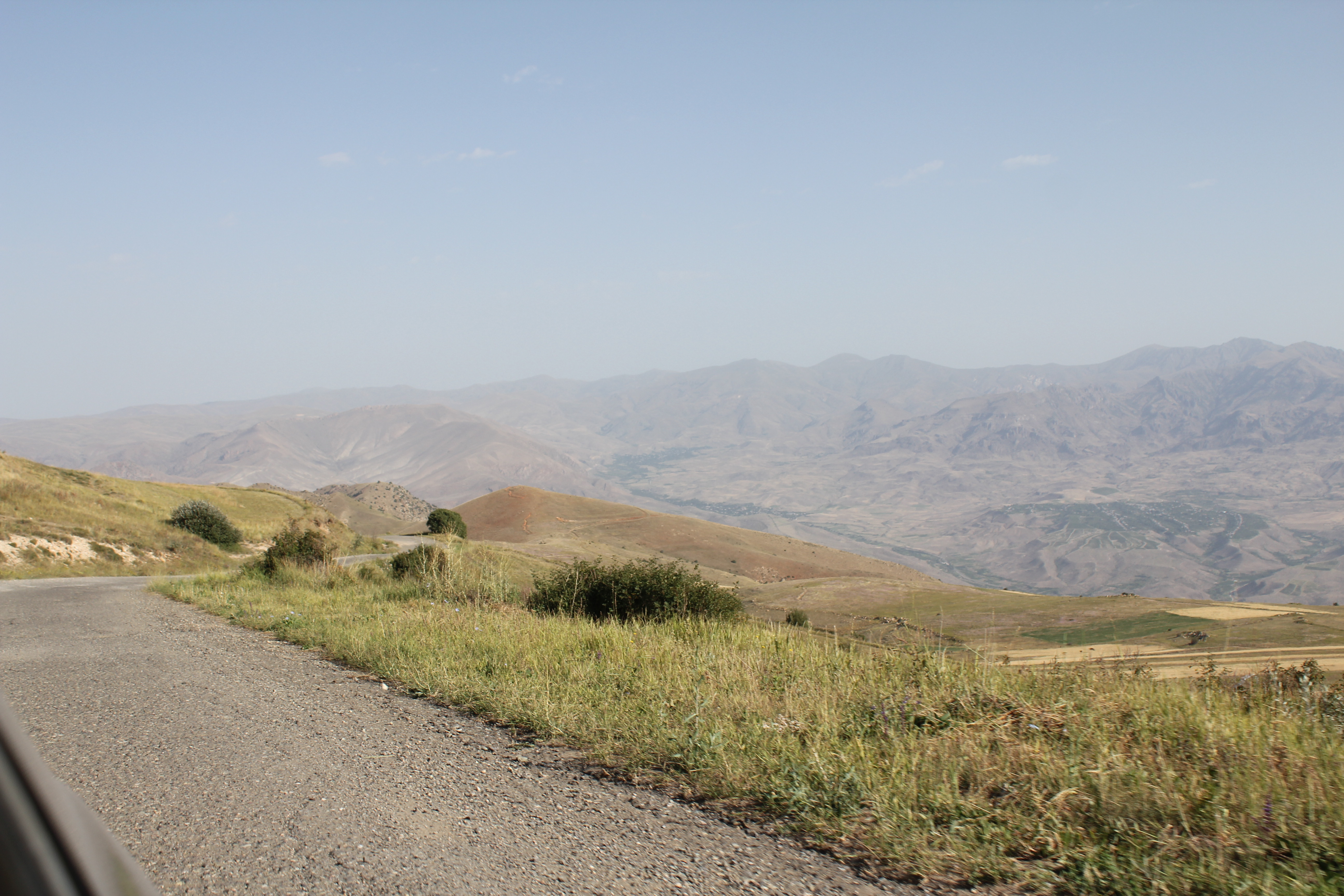
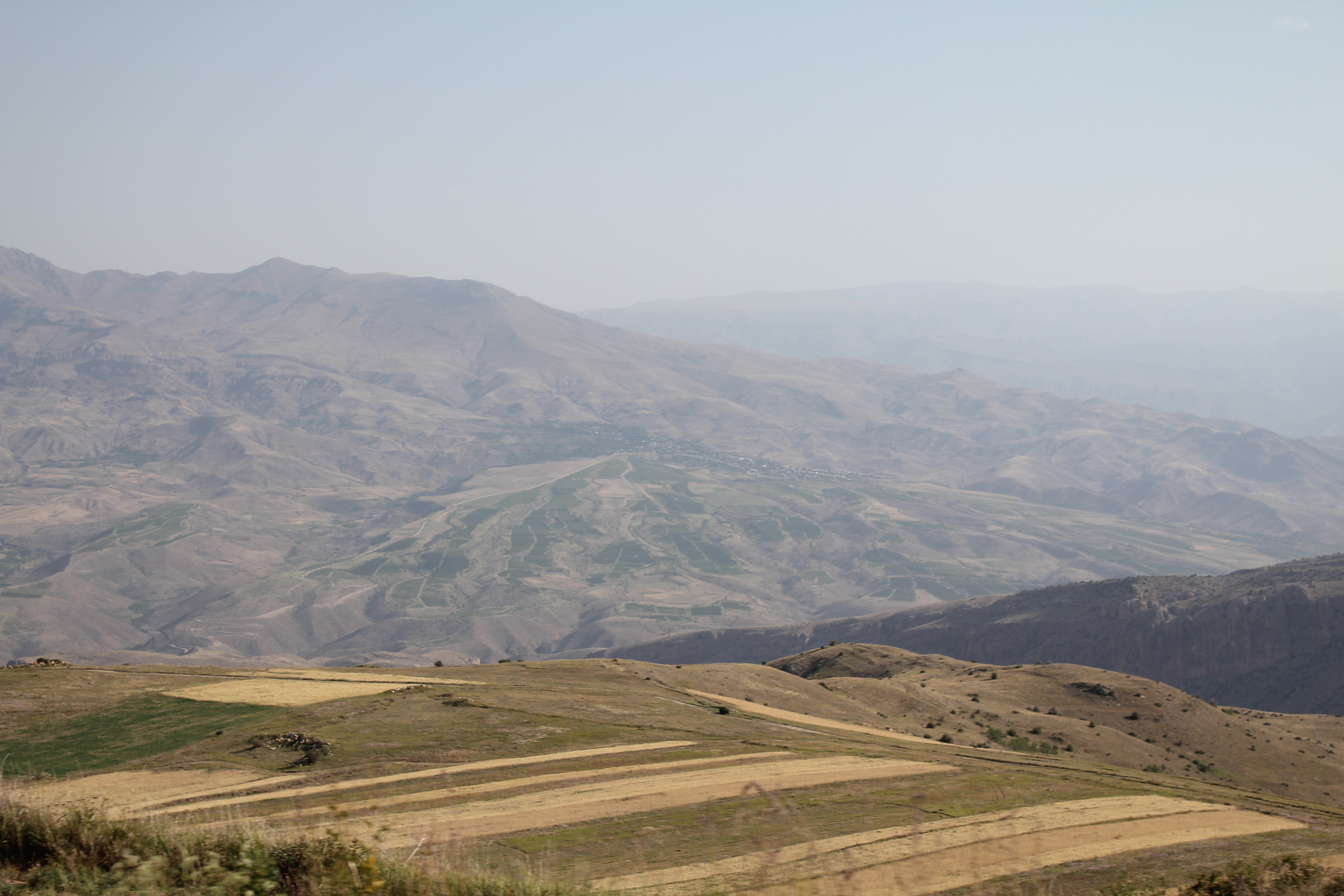
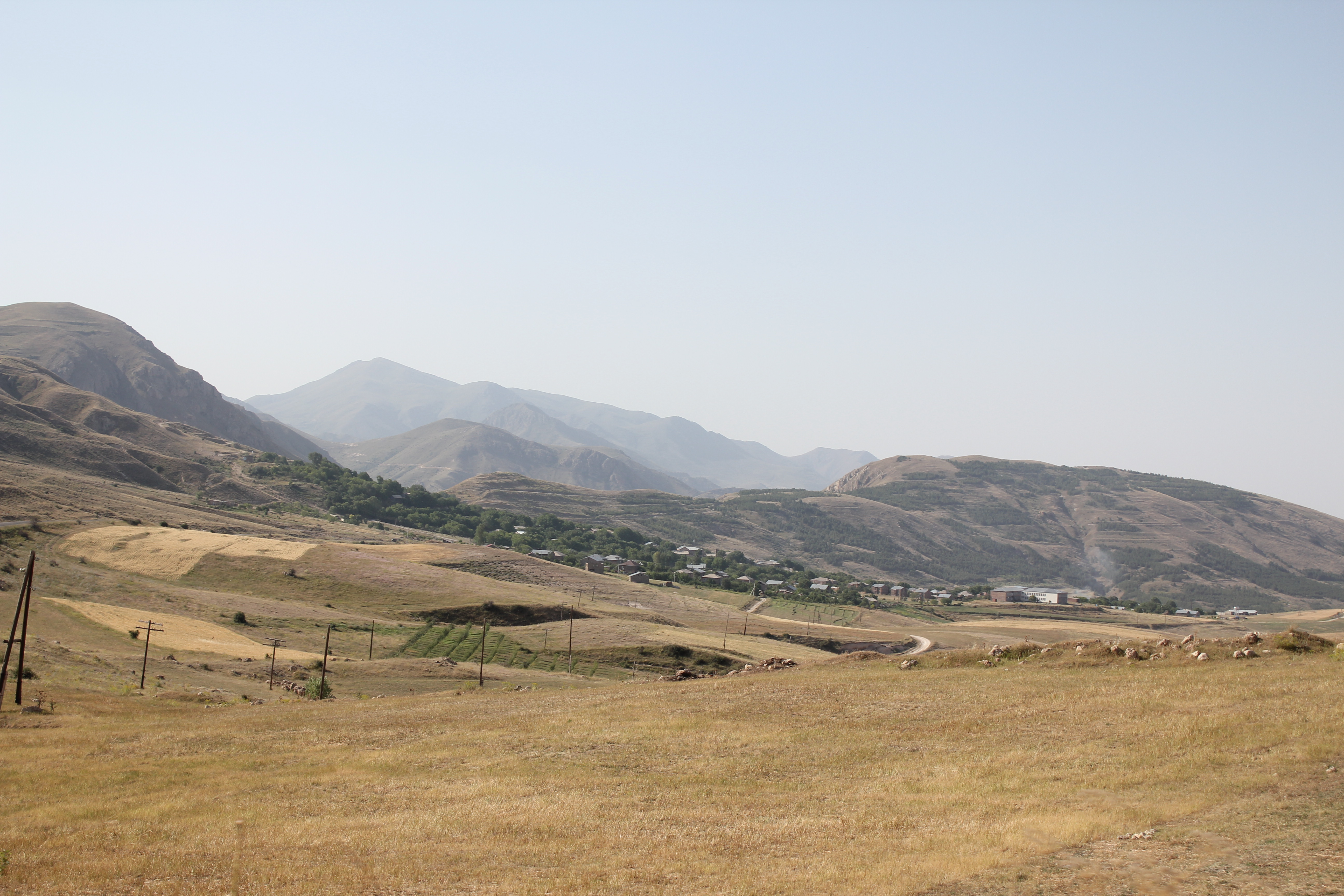